# Tathodelta purpurascens
Tathodelta purpurascens är en fjärilsart som beskrevs av George Francis Hampson 1893. Tathodelta purpurascens ingår i släktet Tathodelta och familjen nattflyn. Inga underarter finns listade i Catalogue of Life.